# École secondaire Apata Memorial
Apata Memorial High School est un internat privé d'élite de style militaire situé à Lagos, au Nigeria. 
Il a été fondé en 1980 par le brigadier-général de l'armée nigériane à la retraite sous-officiel Apata (qui a été assassiné le 8 janvier 1995). L'école compte environ 1 550 élèves et 150 enseignants. Il y a à la fois des pensionnaires et des étudiants de jour. On dit qu'elle est la meilleure école du gouvernement local d' Oshodi-Isolo et l'une des meilleures de l'État de Lagos. 
Contrairement aux autres écoles privées d'élite de Lagos (Atlantic Hall et le Collège Chrisland), Apata Memorial est réputé pour son atmosphère militaire stricte et comme école de mise en forme pour les enfants de l'élite nigériane.

## Anciens notables
- Niniola, musicienne nigériane
- Teni Apata, également connu sous le nom de Teni l'artiste et Teni Makanaki[1]